# لودفيغ فون هينك
لودفيغ فون هينك (بالألمانية: Ludwig von Henk)‏ هو سياسي ألماني، ولد في 1820 في آنكلام في ألمانيا، وتوفي في 1894 في برلين في ألمانيا. حزبياً، نشط في German Conservative Party ‏. وقد انتخب عضو مجلس النواب الألماني للإمبراطورية الألمانية.